# Idaea abmarginata
Idaea abmarginata là một loài bướm đêm trong họ Geometridae.